# Janiewice
Janiewice (niem.: Jannewitz) – wieś w Polsce położona w województwie zachodniopomorskim, w powiecie sławieńskim, w gminie Sławno.

## Nazwa
Nazwa miejscowości wywodzi się prawdopodobnie od imienia Jan. Janiewic to syn Jana. Jednak od jakiej osoby pochodzi ta nazwa, nic nie wiadomo.

## Historia
Janiewice mają przypuszczalnie słowiańskie pochodzenie. Już w dalekiej przeszłości posiadały zamknięte centrum położone dookoła stawu. Janiewice, a także położone w pobliżu Warcino i Biesowice były dawnym lennem Zitzewitzów. Pierwszym udokumentowanym właścicielem Janiewic był Martin von Zitzewitz w latach 1442-60. W XVI w. wieś z 25 chłopami, 1 chałupnikiem i 1 kościelnym należała do Jacoba von Zitzewitz. 
W czasie wojny trzydziestoletniej zostały prawie całkowicie zniszczone. Z tego powodu w latach 1679-90 zostały po kawałku sprzedane Adamowi von Podewils z Kręgu. Na początku XIX w. majątek był w posiadaniu rodziny von Blumenthal. W 1874 r. zostaje sprzedany książętom Hohenzollern-Sigmaringen, którzy właśnie stąd zlecili zarządzanie leżącymi dookoła i będącymi w ich posiadaniu dobrami w Żukowie, Łętowie i Gwiazdowie. 
W następnych dziesięcioleciach nie potrafiono jednak utrzymać opłacalności dóbr. Zdecydowano się więc na zasiedlenie terenów rolniczych.
Liczba mieszkańców gminy Janiewice systematycznie rosła: jeśli w 1818 r. było tu 194 osoby, to w 1867 r. już 619, 1895 r. 649, a w 1939 r. nawet 730. Obecnie w Janiewicach mieszka 529 osób.
Obszar Janiewic obejmował w 1945 r. 2870,5 ha. Miejscowość podlegała wtedy pod Urząd Administracyjny i Urząd Stanu Cywilnego w Żukowie, w powiecie Schlawe i. Pom., rejencji koszalińskiej, prowincji Pomorze. 5 marca 1945 r. mieszkańcy Janiewic wyruszyli w stronę Ustki przed nadciągającą Armią Czerwoną, jednak już za Sławskiem uciekinierzy zostali dogonieni, obrabowani i zmuszeni do powrotu. 

## Podział administracyjny przed 1945
Przed 1945 r. do gminy Janiewiece należało 6 miejscowości lub przysiółków:
1. Dąbrowiec (niem. Bornemannshof) przysiółek z 4 zagrodami, 2 km na płn.-zach. od Janiewic położony na stoku opadającym do potoku Rakówka;
2. Krzeszewo (niem. Eulenberg), folwark i cegielnia położony 2 km na płd. od Janiewic z 2 zagrodami;
3. Chomiec (niem. Klarenwerder), przysiółek z 15 budynkami na płd.-zach. od Janiewic, został przejęty przez książąt Hohenzollern-Sigmaringen w 1874 r., wtedy istniał jeszcze punkt poboru cła rzecznego we młynie;
4. Kowale (niem. Kawelberg), leżały przy drodze do Gwiazdowa;
5. Białkowo (niem. Sandhof), leśniczówka książąt Hohenzollernów nad jeziorem 3 km na płd.-zach. od Janiewic;
6. Miłostowo (niem. Waldhof), z początku było folwarkiem 1,5 km na płd.-wsch. od Janiewic i posiadało 8 zagród.

## Szkoła
Przed 1945 r. szkoła była dwuklasowa. Po zasiedleniu majątku liczba uczniów wzrosła i dawny dom Schweizera został rozbudowany o jedną klasę.
W latach 1975–1998 miejscowość administracyjnie należała do województwa słupskiego.

## Literatura
- Der Kreis Schlawe. Ein pommersches Heimatbuch, hrsg. von Manfred Vollack, 2 Bände, Husum 1988/1989